# Ação (física)
Na física, ação (AO 1945: acção) é uma funcional escalar que deve ser tornada extrema pelo movimento que ocorre em algum sistema, segundo o princípio de Hamilton. A unidade de medida da ação é unidade de energia vezes tempo. Praticamente todos os campos da física podem ter suas leis expressas por meio da escolha de uma ação conveniente: mecânica clássica, eletromagnetismo, teoria da relatividade e até a mecânica quântica
O Conceito de acção está intimamente relacionado com o conceito de lagrangiano, de facto, a acção é o integral do lagrangiano em relação ao tempo
{\displaystyle S=\int _{t_{0}}^{t_{1}}L(q_{i},{\dot {q}}_{i},t)dt}
onde a integral é calculada ao longo de um dado trajecto da configuração do sistema determinado pelas coordenadas generalizadas {\displaystyle q_{i}} e pelas velocidades generalizadas {\displaystyle {\dot {q}}_{i}={\frac {dq_{i}}{dt}}}.

## Exemplo
Consideremos uma partícula livre, com uma massa inercial de 1 kg cujo movimento se encontra constangido a ocorrer sobre uma recta. O sistema mecânico fica determinado completamente se num dado instante for dada a posição {\displaystyle x} e a velocidade do corpo ({\displaystyle v={\dot {x}}}).
No caso de uma partícula livre, o lagrangiano é igual à energia cinética e neste caso é:
{\displaystyle L={\frac {{\dot {x}}^{2}}{2}}}
para o movimento uniforme da partícula, o valor da acção é: 
{\displaystyle S={\frac {tv^{2}}{2}}J.s}, entre {\displaystyle t_{1}=0} e {\displaystyle t_{2}=t}
se o movimento for uniformemente acelerado com aceleração {\displaystyle a} e partir do repouso em {\displaystyle t_{1}=0}, para o mesmo intervalo de tempo temos:
{\displaystyle S={\frac {a^{2}t^{3}}{6}}J.s}
Com este exemplo pretende-se esclarecer que se pode calcular a acção ao longo de qualquer trajecto e não apenas ao longo do trajecto que fisicamente ocorre (neste caso o 1º).